# Mediální systém České republiky
Mediální systém České republiky se nachází na pomezí severo/středoevropského a středomořského mediálního modelu. I když český mediální systém má mnoho společného se systémy Německa a Rakouska, nedosahuje jejich kvalit. Od těchto systémů se liší především ve dvou kritériích, a to v politickém paralelismu a v preferenci typu médií. Jeden z důvodů je i bývalá totalitní minulost České republiky a následná privatizace médií.

## Složky mediálního systému ČR
Mediální systém České republiky není zatížen cenzurou, a tudíž je velmi rozvětvený. Obsahuje všechny důležité druhy médií:
- Televizní vysílání je nejvyužívanější z českých médií. Nejsledovanější jsou Česká televize a stanice zahraniční soukromé společnosti Time Warner, pod kterou spadá například televize Nova.[1]
- Rozhlasové vysílání, druhé nejpreferovanější z médií v ČR, dominuje Rádio Impuls s ČRo Radiožurnálem, Evropou 2 a Frekvencí 1 v závěsu. Je také nutné podotknout, že 44 % trhu mají regionální rádia.[2]
- Internetová média se společně s časopisy dělí o pomyslné třetí místo v oblíbenosti českých médií.
- Tištěné noviny jsou nejméně používané médium v ČR. Ve kterých mají největší podíl vlastníci Daniel Křetínský a Patrik Tkáč (Blesk, Aha!), Agrofert (ve svěřeneckém fondu Andreje Babiše; MF DNES, Metro, Lidové noviny), Zdeněk Bakala (Hospodářské noviny), Ivo Lukačovič (Právo)[3][4]

Složky mediálního systému dále dělíme dle vlastníka na dvě skupiny: veřejnoprávní a média vlastněná soukromými osobami. V České republice je naprostá většina médií majetkem soukromých osob.
Hlavní funkce veřejnoprávních médií je vzdělávací a kulturní, a díky této charakteristice u nich převyšuje tento zájem nad snahou o zisk. Tato média musí tedy získávat své prostředky primárně z koncesionářských poplatků, které platí každá právnická i fyzická osoba vlastnící televizní a rozhlasový přijímač. To zajišťuje těmto médiím určitou svobodu a nestrannost, protože se nemusí podřizovat ekonomickým a politickým zájmům svých vlastníků. I z těchto důvodů patří Česká televize a Český rozhlas mezi nejoblíbenější česká média a zároveň se těší veliké důvěře. Poslední z českých veřejnoprávních médií je Česká tisková kancelář, národní tisková a informační agentura informující o událostech doma a ve světě. Slouží jako zdroj ostatním médiím.
Soukromá média naopak musí plnit již zmíněné vzdělávací a kulturní funkce zároveň s maximalizací zisků. Již z toho důvodu média v soukromém vlastnictví nedosahují úrovně nestrannosti veřejnoprávních médií. V souvislosti s tím je nutno zmínit pojem politický paralelismus. Stav, kdy se média vlastněná politickými aktéry stávají prostředkem ke změně pohledu občanů na danou událost. Například koupě nakladatelství MAFRA Andrejem Babišem, po které mnohá média spadající pod tuto firmu změnila názor na pozitivní ohledně svého nového vlastníka či se k bývalým událostem stala neutrálními i přes svůj předešlý kritický názor. V souvislosti s politickým paralelismem jsou také zmiňováni další mediální magnáti: Zdeněk Bakala a Jaromír Soukup.

## Historie mediálního systému ČR do roku 1989
Česká žurnalistika se začala utvářet v období národního obrození, tedy na přelomu 18. a 19. století. V té době se stále více mluvilo o obnovení českého jazyka a české kultury. Tištěná média v té činnosti hrála klíčovou roli, protože ze začátku obsahovala brusičství českého jazyka, čímž ho pomáhala rozvíjet.
Nejdůležitější postavou vývoje českých médií byl Václav Matěj Kramerius. Roku 1791 založil Krameriovy vlastenecké noviny, první, které byly psány česky. Zasadil se také o etický přístup k žurnalistice. V jeho novinách se ověřovala pravdivost informací a v případě zveřejnění nepravdivé informace byla vydána oprava.
Mezi další důležité české žurnalisty patřil také Karel Havlíček Borovský. Kvůli kritice režimu měl velké problémy s cenzurou a nakonec byl kvůli ní deportován do Brixenu. Především se však zasadil o literární kritiku, která by podle Havlíčka měla být vždy objektivní. K rozvoji české žurnalistiky za Rakouska-Uherska ještě velmi přispěl Jan Neruda. Byl to literární kritik a redaktor v Národních listech, který vytvořil moderní podobu fejetonu.
Po vzniku Československa roku 1918 se média musela transformovat, protože se najednou stala jediným zdrojem informací pro československou společnost. V tomto období také vznikla Československá tisková kancelář, se kterou začala spolupracovat většina československých médií. Meziválečné období bylo typické tím, že většina médií byla spojena s nějakou politickou stranou. Z toho důvodu měly naprosto klíčové postavení Lidové noviny, což byly jediné seriózní nadstranické noviny. Působili v nich velmi známí redaktoři, jako Karel Čapek,  Karel Poláček, Ferdinand Peroutka a mnoho dalších.    
Změna nastala za 2. světové války a následně také po nástupu komunistů k moci. Velká část československých novin a časopisů byla zakázána. V tomto období fungovala na našem území tvrdá cenzura, a to jak předběžná, tak i dodatečná. Vytvořila se ale také svobodná rádia, která vysílala do Československa. Především šlo o rádio Svobodná Evropa, které vysílalo z Mnichova a rádio Hlas Ameriky, které vysílalo z Vídně. Po roce 1968 však nastal velký rozvoj československých undergroundových deníků, které vycházely samizdatově. Především šlo o skupinu spisovatelů a novinářů kolem Charty 77. Roku 1988 začaly znovu samizdatově vycházet Lidové noviny. Ty před Sametovou revolucí publikovaly články o komunistickém režimu, což předcházelo konci režimu roku 1989.

## Historie mediálního systému ČR po roce 1989
Po Sametové revoluci nastalo několik změn, které velmi ovlivnily vývoj médií v České republice. Jednou z nich byl zákaz cenzury, který proběhl na začátku roku 1990. Dále se pak jedná o privatizaci médií umožněnou díky zrušení zákazu vydávání novin či časopisů soukromými osobami. Během několika dalších let probíhal ve třech různých formách proces odstátnění (vznik na státu nezávislých) médií.
Jedním způsobem odstátnění tištěných médií byla transformace již existujících titulů, jenž byly odkoupeny zahraničními investory, kteří měli více zkušeností s jejich řízením a také větší kapitál na potřebnou modernizaci distribuční sítě. Charakteristická pro tuto formu byla změna názvu. Ze současných listů můžeme jako příklad uvést deník Právo (původně Rudé právo) či Mladou frontu Dnes (původně jen Mladá fronta).
Druhým způsobem odstátnění bylo obnovení za socialismu zakázaných titulů, kam se rovněž řadí tituly, které ačkoli byly zakázané, vycházely alespoň samizdatově (např. Lidové noviny).
Třetím způsobem bylo zakládání zcela nových titulů, kterých vzniklo v prvních letech po Sametové revoluci poměrně velké množství. Většina z nich se snažila zaujmout určitý politický postoj, zpravidla pravicový. Nakonec však spousta z nich zanikla.

## Porovnání s mediálními modely
Při zkoumání mediálního systému a snaze o jeho přiřazení k jednomu z typů mediálních modelů podle D.C.  Hallina a P. Manciniho je nutné se zaměřit na tato kritéria: vývoj a vlastnická struktura, politický paralelismus, profesionalizace žurnalistiky a role státu v mediálním systému.
Mediální systém ČR se od severo/středoevropského nejvíce odlišuje v preferencích typů médií z pohledu odběratelů a v míře politického paralelismu. Na rozdíl od většiny zemí spadajících do severo/středoevropského systému, jako například Německo a Rakousko, je tisk v České republice nejméně populární složkou mediálního systému a řadí se až za rozhlas a televizní vysílání. Z hlediska žebříčku preferencí médií se tedy ČR téměř shoduje se středomořským modelem, kromě značné oblíbenosti bulvárního tisku v Česku, kterou jižní Evropa příliš nedisponuje. Česká média mají zpravidla tendenci také prezentovat své politické názory, avšak je zde jejich nerovnoměrné zastoupení napříč politickým spektrem. V otázce politického paralelismu se náš mediální systém rovněž blíží středomořskému.
Z hlediska profesionalizace žurnalistiky v Českých zemích je na základě výše zmíněné bohaté mediální historie patrné, že se blíží modelu severo/středoevropskému, jeho plné kvality však na základě posudku českých mediálních expertů v současné době nedosahuje. Tento model  je charakteristický důrazem na kvalitní vysokoškolské vzdělání žurnalistů a dodržování etických norem v oblasti médií, na které dohlíží ustanovení tiskové rady. Role státu v severo/středoevropském, rovněž v českém mediálním systému, spočívá především v poskytování finanční podpory médiím a v ochraně lidských práv a svobod.